# Kristina Bader
Kristina Bader est une bobeuse allemande. 

## Palmarès

### Championnats du monde de bobsleigh
- Championnats du monde de 2004 à Königssee
  -  Médaille d'or en bob à deux.